# Benedetta Mambelli
Benedetta Mambelli (ur. 21 września 1995 w Mantova) – włoska siatkarka. Gra na pozycji przyjmującej. Obecnie występuje we włoskiej Serie A, w drużynie Foppapedretti Bergamo, którego to klubu jest wychowanką.

## Kariera
- 2013–2014:  Camunnia Foppapedretti
- 2014-:  Foppapedretti Bergamo

## Sukcesy klubowe
Puchar Włoch:
- 2016